# Dan Aitken
Daniel „Dan“ Aitken (* 30. September 1882 in Dalry; † 24. Februar 1951 in Mile End, London) war ein schottischer Fußballspieler.

## Karriere
Aitken spielte in der Saison 1903/04 im schottischen Junior Football für Ardeer Thistle und stand mit dem Klub im Finale um den Ayrshire Junior Cup. Anfang Juni 1904 war er Teil einer Junior-Auswahl anlässlich eines Benefizspiels gegen den FC St. Mirren. Kurze Zeit später wurde Aitken als Neuzugang des Erstligisten FC Kilmarnock registriert, presseseitig wurde er als „gut-gebauter Junior, der verspricht sich in einen starken Verteidiger zu entwickeln“ vorgestellt. Bei Kilmarnock etablierte sich Aitken mit konstanten Leistungen umgehend als linker Verteidiger, in zwei Spielzeiten kam er zu 63 Pflichtspieleinsätzen und verpasste dabei nur ein Pflichtspiel. Sportlich war die Zeit durchwachsen. Im Scottish FA Cup scheiterte man jeweils früh und in der Liga belegte man nach einem neunten Platz in der Saison 1904/05 in der folgenden Spielzeit den vorletzten Tabellenrang, nachdem man ein Entscheidungsspiel gegen Port Glasgow Athletic mit 0:6 verloren hatte. Zum Leistungseinbruch dürfte beigetragen haben, dass Aitkens Partner in der Verteidigung, Barney Battles, überraschend im Februar 1905 verstarb, unter dessen Anleitung sich Aitken nach Pressemeinung „für einen Junior rasch entwickelte“. Zudem war in der Spielzeit 1905/06 die Spielerfluktuation so groß, dass Aitken, der zum Mannschaftskapitän aufgestiegen war, der einzige Spieler war, der zum Saisonauftakt und -abschluss zum Einsatz kam.
Aitkens Leistungen sorgten auch für Interesse aus England, und im Sommer 1906 wechselte er in die Southern League zum Londoner Klub Millwall Athletic. Zu Saisonbeginn war er Stammspieler als rechter Verteidiger an der Seite von General Stevenson, so konstatierte die Athletic Chat Mitte September 1906: „Aitken verbessert sich jedes Spiel und verspricht, ein Verteidiger zu werden, der ein ausgezeichneter Partner für den großartigen Stevenson sein wird“. Anfang November verlor er seinen Platz im Team an Fred Shreeve, bis Saisonende war Aitken in 16 Spielen der Southern League und fünf Partien der Western League zum Einsatz gekommen. Zur Saison 1907/08 wurde er vom Ligakonkurrenten Swindon Town verpflichtet und war dort einer von fünf Schotten in der Mannschaft. Als Ersatzmann hinter Jimmy Gill verpflichtet, kam Aitken lediglich im Oktober 1907 bei einer 1:4-Auswärtsniederlage gegen Crystal Palace zum Einsatz, als er den Wirkungskreis der gegnerischen linken Angriffsseite mit George Woodger (3 Tore) und Bill Davies nicht einzuschränken vermochte. Die heimische Presse urteilte im Spielbericht über Aitken: „war ein schwacher Partner für Walker.“ Aitken wurde von Swindon für die folgende Saison nicht weiterverpflichtet und er trat fußballerisch in der Folge nicht mehr in Erscheinung. Kilmarnock hielt seine Registrierung noch bis 1913, Aitken hatte derweil eine Anstellung beim Stepney Borough Council gefunden, dort war er die nächsten Jahrzehnte als Arbeiter und Nachtwächter tätig.